# Тальха – Каїр
Тальха – Каїр – один із газопроводів, який постачає блакитне паливо до єгипетської столиці Каїру.
Перші поставки природного газу до каїрської агломерації почались із розташованого у Західній пустелі басейну Абу-Ель-Гарадік (трубопровід Абу-Ель-Гарадік – Дашур). Ще до завершення 20 століття їх доповнили ресурсом з Суецької затоки (Суец – Хелван), північно-західного басейну Шушан (Амірія – Дашур) та дельти Нілу. В останньому випадку ресурс з газопереробного заводу Абу-Маді спершу надходить по кількох нитках до Тальхи, після чого прямує по газопроводу завдовжки 125 км з діаметром 700 мм до району газового хабу Міт-Нама, який виник у північній частини Каїрського газопровідного кільця.
На своєму шляху до столиці лінія Тальха – Каїр також живить місцеві газорозподільчі мережі та ряд великих промислових підприємств, наприклад, прядильно-ткацький комбінат у Ель-Махалла-ель-Кубра та завод керамічної плитки компанії Misr International Ceramic у індустріальній зоні Кесна (на околицях міста Бенха). Також на трасі газопроводу лежить нафтопереробний завод у Танті, а з 2014-го працює ТЕС Бенха.
Трубопровід Тальха – Каїр має дві перемички із газотранспортним коридором Ідку – Дашур, який також прямує із середземноморського регіону до Каїру, проте західніше. Перемичка Шабшир (північніше від Танти) – Даманхур має довжину 60 км та виконана в діаметрі 700 мм, при цьому саме від неї живиться ТЕС Ель-Атф. Друга перемичка довжиною 43 км та діаметром 600 мм починається південніше від Танти та прямує до Нубарії, де великим споживачем блакитного палива може бути ТЕС Нубарія.